# KG모빌리티의 차종 목록
KG모빌리티 차종 목록에서는 KG모빌리티가 현재 생산 중인 차량, 과거 생산 차량 그리고 컨셉카를 다룬다.
코란도 1세대와 코란도 훼미리, SY트럭을 빼고는 주입구는 좌측에 있다.

## 차종 목록

### 과거에 생산했던 차종
승용차
- 칼리스타
- 체어맨
- 뉴 체어맨
- 체어맨H
- 체어맨H 뉴 클래식
- 체어맨w
- 뉴 체어맨w

SUV
- 카이런
- 액티언
- 거화 지프
- 렉스턴
- 뉴 렉스턴
- 렉스턴Ⅱ & 슈퍼렉스턴
- 렉스턴W
- 무쏘
- 코란도 훼미리
- 코란도 C
- 뉴 코란도
- 티볼리 에어

미니밴
- 로디우스
- 코란도 투리스모

픽업
- HDH 픽업트럭
- 무쏘 스포츠
- 액티언 스포츠
- 코란도 스포츠

트럭
- 닛산디젤트럭
- DA트럭
- SY트럭

승합차
- 이스타나

버스
- MCI 고속버스
- HA 버스
- 에어로 버스
- 트랜스타